# Данкан (Британська Колумбія)
Данкан (англ. Duncan) — місто в Канаді, у провінції Британська Колумбія, у складі регіонального округу Каувічен-Велі.

## Населення
За даними перепису 2016 року, місто нараховувало 4944 особи, показавши зростання на 0,2%, порівняно з 2011-м роком. Середня густина населення становила 2 387,1 осіб/км².
З офіційних мов обидвома одночасно володіли 290 жителів, тільки англійською — 4 320, тільки французькою — 5, а 10 — жодною з них. Усього 320 осіб вважали рідною мовою не одну з офіційних, з них 5 — одну з корінних мов, а 5 — українську.
Працездатне населення становило 49,4% усього населення, рівень безробіття — 9,2% (10,1% серед чоловіків та 7,8% серед жінок). 84,5% осіб були найманими працівниками, а 13,4% — самозайнятими.
Середній дохід на особу становив $32 300 (медіана $26 299), при цьому для чоловіків — $35 575, а для жінок $29 716 (медіани — $30 464 та $24 264 відповідно).
30,3% мешканців мали закінчену шкільну освіту, не мали закінченої шкільної освіти — 22,9%, 46,8% мали післяшкільну освіту, з яких 25,6% мали диплом бакалавра, або вищий, 10 осіб мали вчений ступінь.
| Статево-вікова структура населення | Статево-вікова структура населення | Статево-вікова структура населення | Статево-вікова структура населення | Статево-вікова структура населення |
| ---------------------------------- | ---------------------------------- | ---------------------------------- | ---------------------------------- | ---------------------------------- |
|                                    |                                    |                                    |                                    |                                    |
| Всього                             | Всього                             | 44,0%56,0%                         |                                    |                                    |
| 0 — 14 років                       | 0 — 14 років                       |                                    | 12,7%                              | 12,7%                              |
| 15 — 64 років                      | 15 — 64 років                      |                                    | 53,4%                              | 53,4%                              |
| 65 і більше                        | 65 і більше                        |                                    | 33,9%                              | 33,9%                              |
| 85 і більше                        | 85 і більше                        |                                    | 10,2%                              | 10,2%                              |
| 100 і більше                       | 100 і більше                       |                                    | 0,3%                               | 0,3%                               |
| Середній вік (років)               | Середній вік (років)               | 48,452,8                           | 50,9                               | 50,9                               |
| Медіана (років)                    | Медіана (років)                    | 52,556,3                           | 54,4                               | 54,4                               |
| — чоловіки — жінки                 |                                    |                                    |                                    |                                    |

| Походження мешканців:     | Походження мешканців:     | Походження мешканців: | Походження мешканців: | Походження мешканців: |
| ------------------------- | ------------------------- | --------------------- | --------------------- | --------------------- |
| Походження                |                           |                       | осіб                  | %                     |
| Корінні американці        | Корінні американці        |                       | 645                   | 14.43%                |
| Інше північноамериканське | Інше північноамериканське |                       | 1 250                 | 27.96%                |
| Європейське               | Європейське               |                       | 3 455                 | 77.29%                |
| британське                | британське                |                       | 2 715                 | 60.74%                |
| французьке                | французьке                |                       | 495                   | 11.07%                |
| українське                | українське                |                       | 200                   | 4.47%                 |
| Латинськоамериканське     | Латинськоамериканське     |                       | 35                    | 0.78%                 |
| Карибське                 | Карибське                 |                       | 20                    | 0.45%                 |
| Африканське               | Африканське               |                       | 70                    | 1.57%                 |
| Азійське                  | Азійське                  |                       | 175                   | 3.91%                 |
| Океанійське               | Океанійське               |                       | 20                    | 0.45%                 |

| Зайнятість населення за галузями (за класифікацією NOC): | Зайнятість населення за галузями (за класифікацією NOC): | Зайнятість населення за галузями (за класифікацією NOC): | Зайнятість населення за галузями (за класифікацією NOC): | Зайнятість населення за галузями (за класифікацією NOC): |
| -------------------------------------------------------- | -------------------------------------------------------- | -------------------------------------------------------- | -------------------------------------------------------- | -------------------------------------------------------- |
|                                                          |                                                          |                                                          |                                                          |                                                          |
| Управління                                               | Управління                                               |                                                          | 9,4%                                                     | 9,4%                                                     |
| Бізнес, фінанси та адміністрування                       | Бізнес, фінанси та адміністрування                       |                                                          | 10,8%                                                    | 10,8%                                                    |
| Природничі та прикладні науки                            | Природничі та прикладні науки                            |                                                          | 4,6%                                                     | 4,6%                                                     |
| Охорона здоров'я                                         | Охорона здоров'я                                         |                                                          | 8,3%                                                     | 8,3%                                                     |
| Освіта, правозахист, муніципальні та урядові служби      | Освіта, правозахист, муніципальні та урядові служби      |                                                          | 11,3%                                                    | 11,3%                                                    |
| Мистецтво, культура, відпочинок та спорт                 | Мистецтво, культура, відпочинок та спорт                 |                                                          | 3,8%                                                     | 3,8%                                                     |
| Роздрібна торгівля та послуги                            | Роздрібна торгівля та послуги                            |                                                          | 26,9%                                                    | 26,9%                                                    |
| Гуртова торгівля, транспорт та обладнання                | Гуртова торгівля, транспорт та обладнання                |                                                          | 17,7%                                                    | 17,7%                                                    |
| Природні ресурси, сільське господарство                  | Природні ресурси, сільське господарство                  |                                                          | 2,7%                                                     | 2,7%                                                     |
| Виробництво                                              | Виробництво                                              |                                                          | 4,6%                                                     | 4,6%                                                     |

## Клімат
Середня річна температура становить 10,1°C, середня максимальна – 21°C, а середня мінімальна – -1,5°C. Середня річна кількість опадів – 1 186 мм.
| Клімат поселення                              | Клімат поселення | Клімат поселення | Клімат поселення | Клімат поселення | Клімат поселення | Клімат поселення | Клімат поселення | Клімат поселення | Клімат поселення | Клімат поселення | Клімат поселення | Клімат поселення | Клімат поселення |
| Показник                                      | Січ.             | Лют.             | Бер.             | Квіт.            | Трав.            | Черв.            | Лип.             | Серп.            | Вер.             | Жовт.            | Лист.            | Груд.            |                  |
| Середній максимум, °C                         | 8,26             | 9,79             | 11,58            | 13,96            | 17,20            | 19,92            | 20,63            | 20,96            | 18,23            | 13,55            | 9,66             | 6,91             |                  |
| Середня температура, °C                       | 3,38             | 4,90             | 6,69             | 9,07             | 12,33            | 15,04            | 17,35            | 17,66            | 14,93            | 10,25            | 6,38             | 3,62             |                  |
| Середній мінімум, °C                          | −1,49            | 0,03             | 1,81             | 4,20             | 7,45             | 10,15            | 14,04            | 14,35            | 11,63            | 6,96             | 3,07             | 0,31             |                  |
| Норма опадів, мм                              | 205              | 123              | 116              | 69               | 48               | 37               | 23               | 30               | 35               | 112              | 196              | 192              |                  |
| Середньомісячна швидкість вітру, м/с          | 3.45             | 3.28             | 3.45             | 3.39             | 3.34             | 3.37             | 3.22             | 2.91             | 2.58             | 2.81             | 3.44             | 3.51             |                  |
| Середньомісячна сонячна радіація, кДж/м²·день | 3160             | 6008             | 9839             | 14757            | 18550            | 19827            | 21087            | 18080            | 13180            | 7093             | 3619             | 2531             |                  |
| --------------------------------------------- | ---------------- | ---------------- | ---------------- | ---------------- | ---------------- | ---------------- | ---------------- | ---------------- | ---------------- | ---------------- | ---------------- | ---------------- | ---------------- |
| Джерело:                                      |                  |                  |                  |                  |                  |                  |                  |                  |                  |                  |                  |                  |                  |